# Sturmgeschütz-Brigade 245
De Sturmgeschütz-Abteilung 245 / Sturmgeschütz-Brigade 245 / Heeres-Sturmgeschütz-Brigade 245 was tijdens de Tweede Wereldoorlog een Duitse Sturmgeschütz-eenheid van de Wehrmacht ter grootte van een afdeling, uitgerust met gemechaniseerd geschut. Deze eenheid was een zogenaamde Heerestruppe, d.w.z. niet direct toegewezen aan een divisie, maar ressorterend onder een hoger commando, zoals een legerkorps of leger.
Deze Sturmgeschütz-eenheid kwam in actie aan het oostfront en werd vernietigd in Stalingrad. Na heroprichting ging de eenheid terug naar het oostfront en werd in de zomer van 1944 opnieuw vernietigd en daarna niet meer opgericht.

## Krijgsgeschiedenis

### Sturmgeschütz-Abteilung 245

#### Eerste oprichting
Sturmgeschütz-Abteilung 245 werd opgericht in Jüterbog op 13 juni 1941. Heel snel volgde een verplaatsing naar het zich net ontvouwende oostfront en werd de Abteilung toegevoegd aan de 100e Lichte Divisie van het 17e Leger. Bij dit leger bleef de Abteilung een vol jaar. De Abteilung trok de hele zomer op door Oekraïne, stak de Dnjepr in september en was in actie in oktober bij de Donets. Op 21 november 1941 bereikte de Abteilung Rostov, maar moest daarvandaan weer een stukje terugtrekken en bleef in dat gebied de gehele winter. Tijdens Fall Blau was de Abteilung toegevoegd aan het 6e Leger en rukte daarmee op richting Stalingrad. De Abteilung werd ingezet in de stad en leed hier stevige verliezen. Door het Sovjet-offensief Operatie Uranus werd de Abteilung ingesloten in de zak van Stalingrad.
De Sturmgeschütz-Abteilung 245 werd tegen eind januari 1943 in Stalingrad vernietigd.

#### Tweede oprichting
De Abteilung werd opnieuw opgericht in Jüterbog op 10 april 1943. Na de training volgde weer een transport naar het oostfront, naar het 9e Leger. Voor de Slag om Koersk was de Abteilung ingedeeld bij het 47e Pantserkorps in de noordelijke aanvalsmacht. Na het mislukken van dit offensief volgde een terugtocht richting Wit-Rusland. Vanaf begin januari 1944 werd de Abteilung ingezet in de hevige defensieve gevechten rond Vitebsk en bleef daar tot mei 1944.
Op 14 februari 1944 werd de Abteilung bij Vitebsk omgedoopt in Sturmgeschütz-Brigade 245.

### Sturmgeschütz-Brigade 245
De omdoping in Sturmgeschütz-Brigade betekende echter geen organisatorische verandering, de samenstelling bleef gelijk.
Op 10 juni 1944 werd de brigade bij Vitebsk omgedoopt in Heeres-Sturmgeschütz-Brigade 245.

### Heeres-Sturmgeschütz-Brigade 245
Ook nu betekende de omdoping geen organisatorische verandering, de samenstelling bleef opnieuw gelijk. Bij het begin van Operatie Bagration in juni 1944 was de brigade onderdeel van het 9e Legerkorps noordelijk van Vitebsk. Het korps werd binnen enkele uren doorbroken en de brigade werd in de daaropvolgende paar dagen totaal vernietigd.

### Einde
De Heeres-Sturmgeschütz-Brigade 245 werd in augustus 1944 officieel ontbonden en de resten werden samengevoegd bij Heeres-Sturmartillerie-Brigade 667 op Oefenterrein Posen.

## Samenstelling
- Staf
- 1e Batterij
- 2e Batterij
- 3e Batterij

## Commandanten
| Rang      | Naam            | Begin         | Eind         |
| --------- | --------------- | ------------- | ------------ |
| Major     | Hans Zielsch    | 13 juni 1941  | januari 1943 |
| Major     | Hans Otto Rohde | 10 april 1943 |              |
| Hauptmann | Ludwig Knüpling | juni 1943     | juni 1944    |